# Alonso de Ortigosa de Tobar
Alonso de Ortigosa de Tobar (o Tovar) fue un militar español (nacido en El Espinar, Segovia, España, a mediados del siglo XVI), soldado en los tercios de Flandes y alcalde mayor de la villa de la Trinidad, en la Audiencia de Guatemala, actual ciudad de Sonsonate, El Salvador, entre los años 1602 y 1608 o 1609.
Luchó en los Países Bajos encuadrado en el tercio de Juan del Águila durante la guerra de los Ochenta Años. Aparece nombrado en repetidas ocasiones en la obra Los Sucesos de Flandes y Francia en tiempos de Alexandro Farnese de Alonso Vázquez, que lo señala como soldado distinguido en las acciones de la toma de Grave, en los meses de abril y junio de 1568, así como en la batalla de Zutphen en septiembre del mismo año. Finalmente, obtuvo el empleo de alférez y en 1601 se encontraba de regreso en España.
En el año 1601 solicitó el cargo de castellano de la fortaleza de San Felipe de Portobelo en la costa atlántica de Panamá, pero finalmente no fue elegido para el puesto.
En 1602 obtuvo el nombramiento de alcalde mayor de la villa de la Trinidad (actual Sonsonate, El Salvador) en la entonces Audiencia de Guatemala. Embarcó hacia las Indias en 1603 y ocupó el cargo hasta su muerte a finales de 1608 o principios de 1609.
En su testamento, otorgado el 10 de noviembre de 1608, dejó numerosos bienes, en especial cacao y tinte añil, a sus dos hijas y a su hermana que residían en España.
Mandó ser enterrado en el convento de san Francisco de Sonsonate.